# Keleméri Mohos-tavak Természetvédelmi Terület
A Keleméri Mohos-tavak Természetvédelmi Terület az Aggteleki Nemzeti Park kezelésben lévő fokozottan védett terület. Feladata a terület tőzegmohalápjainak és természetes növénytársulásainak megóvása, fenntartása és helyreállítása
A keleméri Mohos-tavak (Kismohos, Nagymohos) egyedülálló természeti látnivalók Észak-Magyarországon. Eredetük a jégkorszakra vezethető vissza. Az akkor kialakuló lefolyástalan területeken víz maradt vissza, amelyet idővel a növényzet elfoglalt. Jelenlegi formájában mintegy másfél méter vastagságban alkotja a tőzegmoha a szőnyegszerű növénytakarót. Magasabb szervezettségű növényfajok is megtelepedtek a tavakban, amelyek valójában ingólápok.
A Nagymohos mintegy 320 méter hosszan terjed ki északkelet-délnyugati irányban. Legnagyobb szélessége 110 méter, legkeskenyebb részén 40 méter széles. Jellemző növénytársulásai a tőzegmohás nádas, tőzegmohás fűzláp és a dagadóláp.
A Kismohos nyugat-keleti irányban húzódik mintegy 350 méter hosszúságban. Legnagyobb szélessége 55 méter, legszűkebb helyen 30 méter. Jellemző növénytársulásai a tőzegmohás nádas, átmeneti láp, dagadóláp és a nyáras.
A keleméri Mohos-tavakról összefüggő és részletes tanulmányt dr. Zólyomi Bálint (1931) és dr. Czenthe Botond (1983) írt, Zólyomi a Másfélmillió lépés Magyarországon című, az Országos Kéktúrát bemutató tévésorozat második részének 33. perce környékén részletesen is beszél a tavakról.
A terület megközelítése a legegyszerűbben a Kelemér és Putnok közt húzódó 2602-es út felől közelíthető meg, az Országos Kéktúra útvonala a tavak közelében halad el. Az útról Kelemértől mintegy 3 kilométer után kell letérni, ott, ahol a Kéktúra útvonala keresztezi azt; a letérés helye nincs különösebben jelezve, de a Kéktúra útirányjelző táblái elegendő útmutatással szolgálhatnak.